# Mortoniella
Mortoniella es un género monotípico de fanerógamas de la familia Apocynaceae. Contiene una única especie: Mortoniella pittieri Woodson. Es originario de Centroamérica donde se distribuye por Belice, Costa Rica y Nicaragua.

## Descripción
Son árboles que alcanzan un tamaño de 10–30 m de alto, con látex lechoso. Hojas alternas, elípticas a oblongo-elípticas, de 2.5–13 cm de largo y 0.8–4 cm de ancho, acuminadas, base obtusamente cuneada, glabras, coriáceas, con nervios secundarios muy juntos. Inflorescencia en panícula más o menos terminal, con flores blancas; sépalos ovados ca 1 mm de largo, caducos; corola hipocrateriforme, tubo de 1 cm de largo, los lobos oblanceolados, 1–2 cm de largo. Folículo alargado-fusiforme, 12–20 cm de largo y  2 cm de ancho, glabro, estípite largo y glabro; semillas un poco gruesas y angulares, sin alas o con un ala vestigial angosta.

## Distribución y hábitat
Distribución muy restringida pero localmente común en bosques húmedos en la zona pacífica; a una altitud de  20–600 metros; fl durante la mayor parte de año, fr ene–feb, jun–oct;; en Belice, Nicaragua y Costa Rica (Guanacaste).

## Taxonomía
Mortoniella pittieri fue descrita por Robert Everard Woodson y publicado en Annals of the Missouri Botanical Garden 26(4): 257–258. 1939.
Sinonimia
- Morleya leipocalyx Woodson, Ann. Missouri Bot. Gard. 35: 233 (1948).[4]